# 劉務桓
劉務桓（？—356年），一名豹子，刘虎之子，十六國時期铁弗部部落首領。

## 生平
建国四年（341年），刘虎死去，刘务桓继立，代领部落，派遣使者向代国归顺，代王拓跋什翼犍将自己的女儿嫁给了他。刘务桓召集了被代国击败后流散的各部落，再次成为各部落中最强盛的。刘务桓暗中向后赵朝贡，石虎派遣使者任命他为平北将军、左贤王、丁零单于。
建国十九年（356年）正月，刘务桓去世，他的弟弟刘阏头继立为铁弗部部落首领。
真兴元年（419年），刘务桓的孙子赫连勃勃追尊刘务桓为宣皇帝。

## 家庭

### 曾祖父
- 刘去卑，匈奴右贤王。

### 祖父
- 誥升爰，在劉猛被殺後，繼任右賢王，成為鐵弗部領袖。

### 父
- 刘虎，匈奴支系铁弗部首领。

### 弟弟
- 刘阏头，继立为铁弗部部落首领。

### 夫人
- 拓跋氏，代王拓跋什翼犍之女。

### 子
- 刘悉勿祈，358年叔父刘阏头率残部向东逃走，部众散归悉勿祈。
- 刘卫辰，359年兄长悉勿祈去世，刘卫辰杀侄子自立。

| 前任： 刘虎 | 鐵弗部首領 341年－356年 | 繼任： 劉閼陋頭 |